# Halla Margrét Árnadóttir
Halla Margrét Árnadóttir, née en 1964 à Reykjavik, est une chanteuse islandaise qui a représenté son pays lors du concours eurovision de la chanson 1987 à Bruxelles, avec la chanson Hægt Og Hljótt composée par Valgeir Gudjónsson. Elle se classe 16e avec 28 points. Actuellement[Quand ?], elle est chanteuse d'opéra.